# Electron multiplying charge-coupled device

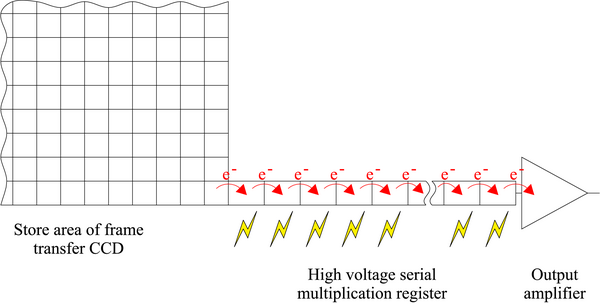
Die Verstärkerstufe eines EMCCD besteht aus einer Reihe von Multiplikationsregistern, die die im CCD erzeugten Photo-Elektronen sukzessive durchwandern. Die hohe Spannung, die an die Register angelegt wird, induziert weitere Elektronen durch Stoßionisation.

Ein electron-multiplying charge-coupled device (englisch, EMCCD) – auch bekannt als Low Light Level CCD, LLLCCD, L3CCD, oder Impactron  CCD – ist ein CCD, bei dem eine Elektronen-Multiplikator-Strecke direkt vor dem Ausgangsverstärker implementiert ist (daher der Begriff electron multiplication, auf Deutsch Elektronen-Vervielfachung).

## Aufbau und Funktion
Die Verstärkerstrecke besteht aus einer großen Anzahl ladungsgekoppelter Schieberegister. In jedem Schieberegister wird die Anzahl der Elektronen durch Stoßionisation, ähnlich dem Effekt bei einer Avalanchediode, erhöht. Die Wahrscheinlichkeit einer Stoßionisation in jeder Stufe ist relativ klein {\displaystyle (P<2\%)}, aber da die Anzahl der Stufen {\displaystyle N} groß (typisch > 500) ist, kann die Gesamtverstärkung {\displaystyle g=(1+P)^{N}} große Werte annehmen: ein Elektron am Eingang erzeugt tausende Elektronen am Ausgang.
Das Verstärkungsverhalten von Multiplikationsregistern mit vielen Stufen und einer hohen Gesamtverstärkung kann durch die folgende stochastische Gleichung gut angenähert werden:

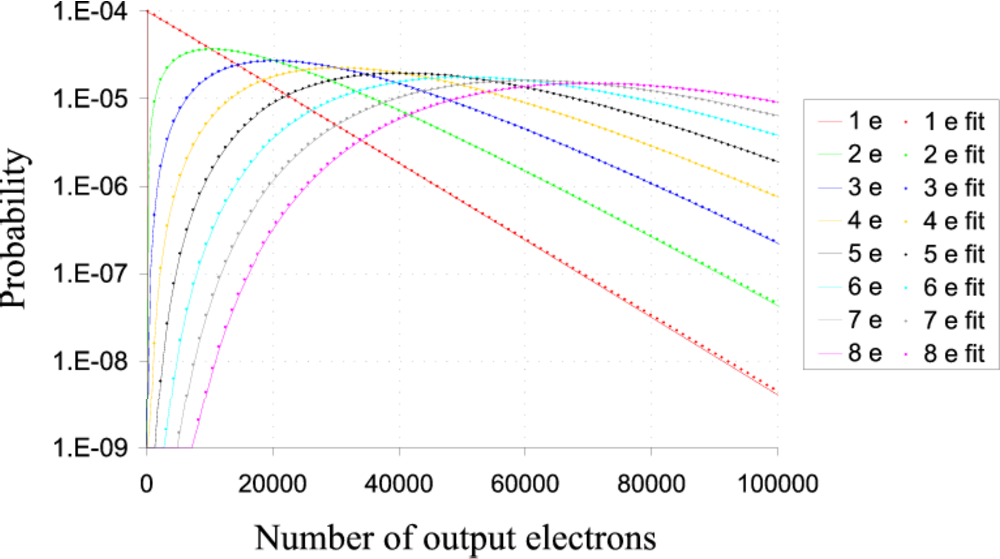
Wahrscheinlichkeitsverteilung der Anzahl der aus der Verstärkerstufe mit Verstärkungsfaktor=1000 austretenden Elektronen für 1–8 eintretende Elektronen. Auf der Abszisse aufgetragen ist die Anzahl der austretenden Elektronen; die Ordinate zeigt die Wahrscheinlichkeit für diese Anzahl und ist logarithmisch dargestellt. Zum Vergleich dargestellt sind die Resultate der empirischen Formel auf dieser Seite.

{\displaystyle P\left(n\right)={\frac {\left(n-m+1\right)^{m-1}}{\left(m-1\right)!\left(g-1+{\frac {1}{m}}\right)^{m}}}\exp \left(-{\frac {n-m+1}{g-1+{\frac {1}{m}}}}\right)} für {\displaystyle n\geq m~,}
wobei {\displaystyle P(n)} die Wahrscheinlichkeit für {\displaystyle n} Ausgangselektronen bei {\displaystyle m} Eingangselektronen und einer Gesamtverstärkung von {\displaystyle g} ist.
Das Ausleserauschen von CCDs liegt typischerweise bei einigen Elektronen, während das Signal von EMCCDs aufgrund der Verstärkung im Gegensatz zu normalen CCDs deutlich darüber liegt. Auf diese Weise erhält man Bilder mit vernachlässigbarem Ausleserauschen. Letztlich ist das effektive Ausleserauschen im Signal-zu-Rausch Verhältnis um den Multiplikationsfaktor kleiner. Dadurch können selbst einzelne Photonen nachgewiesen werden.
EMCCDs besitzen eine ähnlich hohe, teilweise auch größere Empfindlichkeit als ein intensified charge-coupled device (iCCD). Bei beiden variiert jedoch aufgrund des stochastischen Verstärkungsprozesses die Verstärkung; die exakte Verstärkung einer Pixelladung schwankt von Mal zu Mal. Bei hohen Verstärkungen (> 30) hat diese Schwankung den gleichen Effekt bezüglich des Signal-Rausch-Verhältnisses wie eine Halbierung der Quanteneffizienz. Bei geringen Beleuchtungsintensitäten (bei denen die Empfindlichkeit am wichtigsten ist) überwiegt jedoch der Vorteil, den man durch das geringere Ausleserauschen erhält. Insbesondere in Anwendungen, bei denen man davon ausgehen kann, dass ein Pixel bei einer Belichtung maximal ein Elektron enthält, können diese zuverlässig detektiert werden. Durch wiederholte Aufnahmen kann auf diese Weise sehr präzise die Anzahl der Photonen bestimmt werden.

## Anwendungen
EMCCDs werden beispielsweise in Nachtsichtgeräten, bei der astronomischen Beobachtung und in der Fluoreszenzmikroskopie eingesetzt und konkurrieren hier mit dem Intensified charge-coupled device.